# Сатириды
Сати́риды или ба́рхатницы или сати́ры (лат. Satyridae) — семейство дневных бабочек. Распространение всесветное. В мировой фауне около 2400 видов, в Палеарктике около 350.

## Систематика
Систематическое положение данной группы чешуекрылых является спорным. Ряд энтомологов включают данный таксон как подсемейство в состав семейства Нимфалиды — именно в таком ранге рассматриваются представители данной группы в зарубежной литературе. На территории стран бывшего СССР, по традиционной систематике, на основании характерного узнаваемого внешнего облика и особенностей морфологии гениталий самцов за этой группой бабочек сохраняют статус семейства.

## Описание
Небольшие или средней величины бабочки с широкими округлыми крыльями. Окраска преимущественно коричневая, бурая, серая, желтовато-оранжевая, охристо-жёлтая. У представителей рода Melanargia рисунок состоит из чёрных и белых участков. Ряд тропических видов обладает яркой окраской, а крылья бабочек рода Cithaerias из Южной Америки утратили чешуйки и стали прозрачными, только на задних крыльях сохраняются типичные для сатиров «глазки».
Передние крылья треугольной формы, широкие, с дугообразно изогнутым костальным краем, внешний край выпуклый, анальный — прямой. Задние крылья округло-овальные, иногда с волнистым внешним и вогнутым анальным краями. Жилкование имеет ряд характерных особенностей: на переднем крыле 1, 2 или 3 жилки более или менее резко вздуты у основания. Жилки R3, R4 и R5 ответвляются от общего ствола, R4 выходит к вершине крыла, а R5 — к внешнему краю; центральная ячейка на обоих крыльях замкнутая, жилка D на переднем крыле с характерным резким изгибом в сторону корня крыла. Половой диморфизм выражен слабо. Характерными элементами крылового рисунка являются глазчатые пятна, располагающиеся в ячейках М1 — М2 и Сu1 — Сu2 переднего крыла и в виде более или менее полного ряда на заднем крыле.
Половой диморфизм у большинства видов выражен слабо. Андрокониальные чешуйки удлиненные, постепенно сужающиеся к нитевидной вершине, образуют более или менее заметные бархатистые поля в центральной области переднего крыла сверху.
Голова округлой формы. Глаза голые, или волосистые. Усики булавовидные или головчатые. Передние ноги, как у самцов, так и у самок — недоразвиты и не функционируют при хождении. Средние и задние ноги развиты полностью, голени с парой шпор, а лапки с сильно развитыми коготками.
Гусеницы в основном зелёные, с продольными маскирующими полосками. Питаются гусеницы на однодольных, в основном на злаках и осоках.

## Ареал
Распространены повсеместно, в мировой фауне около 2400 видов, в Палеарктике обитает около 350 видов, на территории бывшего СССР — около 200 видов, на Кавказе — 56 видов.
Населяют различные биотопы, от высокогорных районов и арктических областей, до степных регионов и лугов различных типов. Некоторые виды обитают в тени полога леса и не покидают лесистые местности. Некоторые тропические виды активны преимущественно в сумерках и ночью.

## Экология
Своеобразный «скачущий» полёт затрудняет преследование бабочек птицами. Кроме того, они обладают защитной окраской.

## Список триб и родов

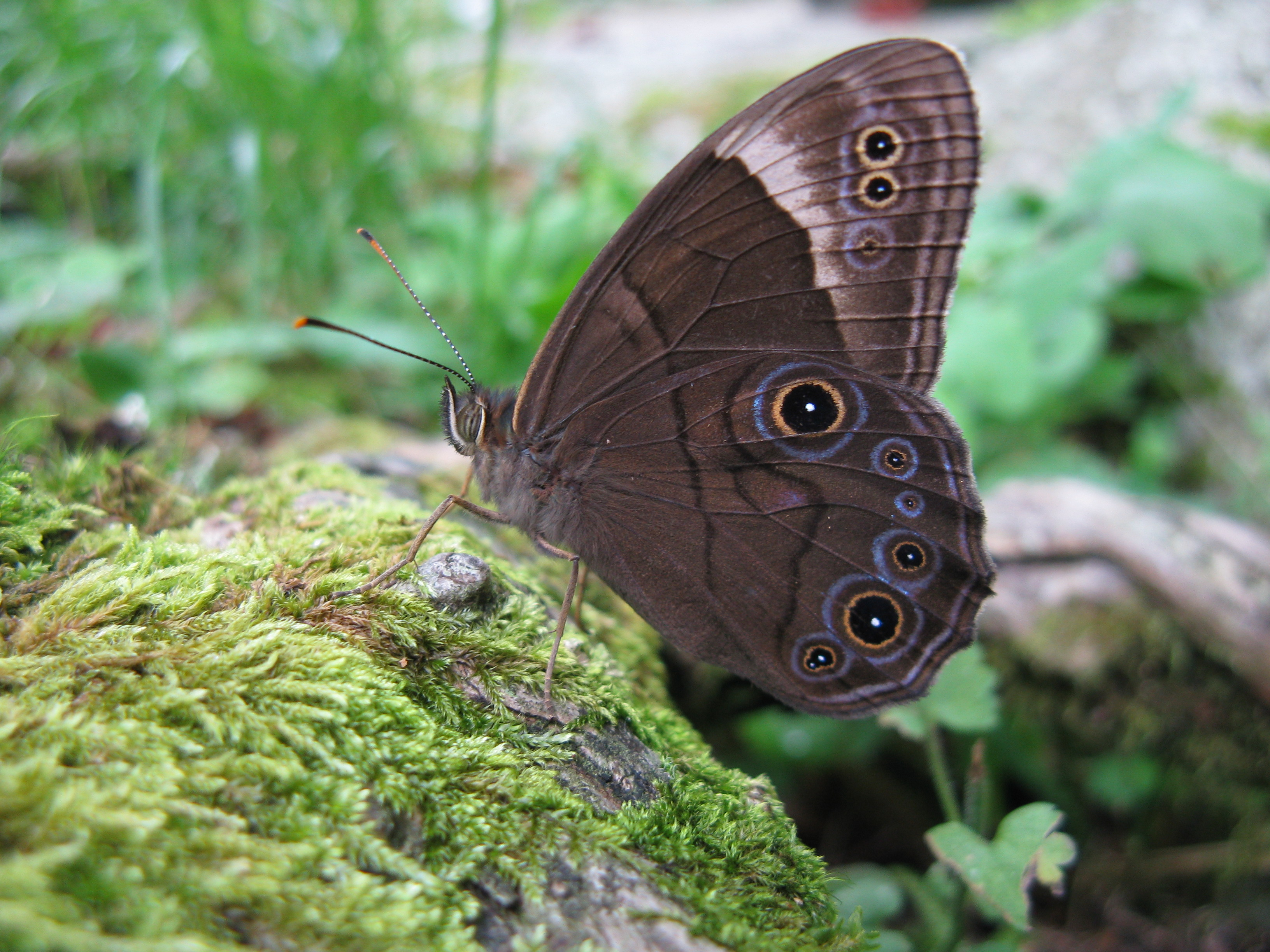
Бархатница диана

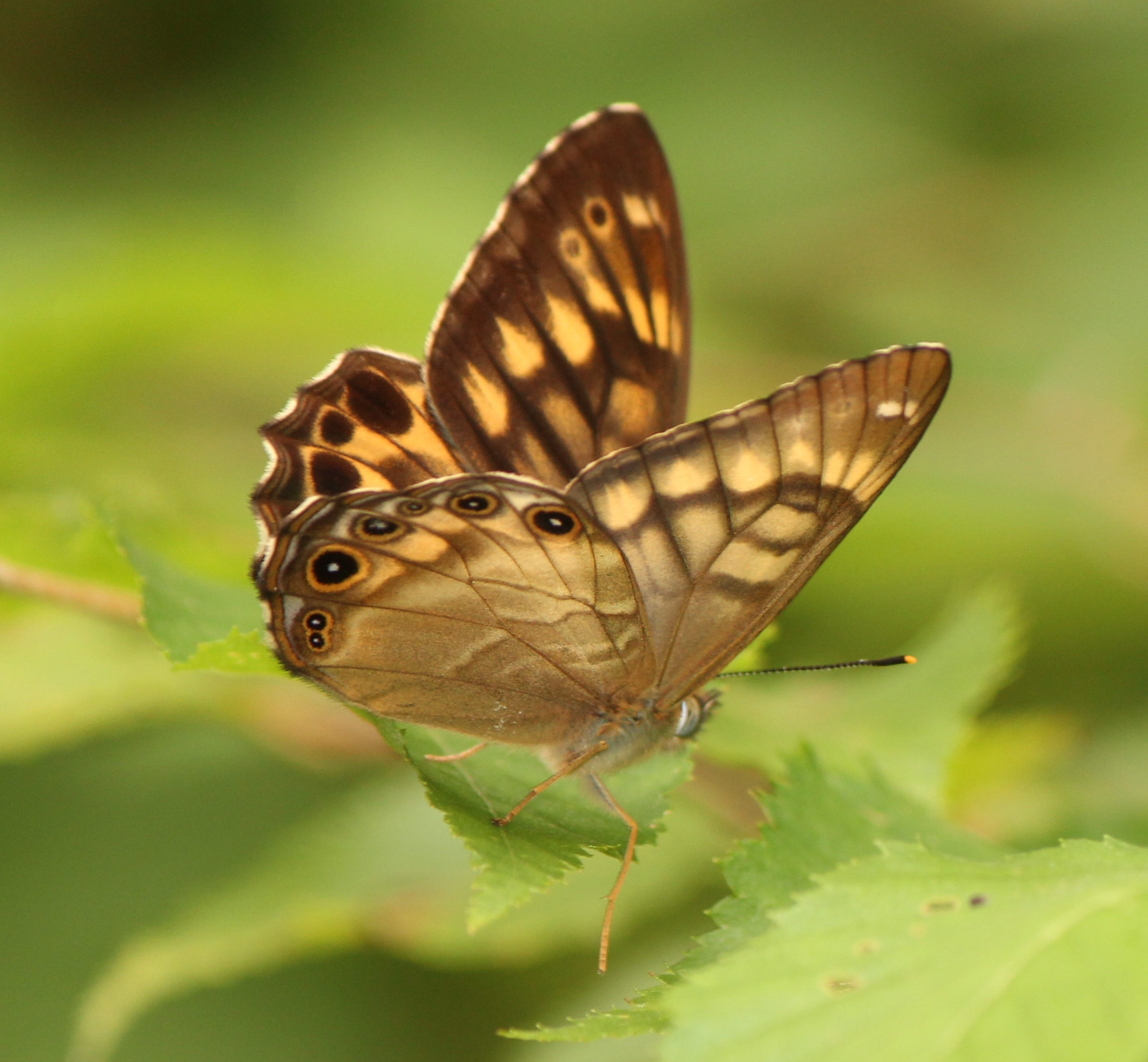
Бархатница бамбуковая

### Триба Elymniini
Субтриба Parargina (Lethina).
- Aphysoneura Karsch, 1894
- Chonala Moore, 1893
- Enodia Hübner, 1819
- Hanipha Moore, 1880
- Kirinia Moore, 1893 — включает род Esperarge
- Буроглазки Lasiommata Westwood, 1841
- Лесные бархатницы Lethe
- Желтоглазки Lopinga Moore, 1893
- Mandarinia Leech, 1892
- Neope Moore, 1866
- Ninguta Moore, 1892
- Nosea Koiwaya, 1993
- Orinoma Gray, 1846
- Краеглазки Pararge Hübner, 1819
- Ptychandra C. & R. Felder, 1861
- Rhaphicera Butler, 1867
- Satyrodes Scudder, 1875
- Tatinga Moore, 1893

Субтриба Zetherina
- Callarge Leech, 1892
- Ethope Moore, 1866 — иногда включает в род Parargina
- Neorina Westwood, 1850 — иногда включает в род Parargina
- Penthema Doubleday, 1848
- Zethera Felder, 1861

Субтриба Elymniina
- Elymnias Hübner, 1818

Субтриба Mycalesina
- Bicyclus Kirby, 1871 (Bicyclus heathi, B. elishiae, B. sigiussidorum, B. subtilisurae)
- Bletogona C. & R. Felder, 1867
- Hallelesis Condamin, 1961
- Heteropsis Westwood, 1850 — включает род Admiratio, Henotesia, Houlbertia, Masoura
- Mycalesis
- Nirvanopsis — раньше Nirvana
- Orsotriaena Wallengren, 1858
- Pseudomycalesis Tsukada & Nishiyama, 1979

### Триба Eritini
- Coelites Westwood, 1850.
- Erites Westwood, 1851.

### Триба Haeterini
- Cithaerias Hübner, 1819
- Dulcedo d’Almeida, 1951
- Haetera Fabricius, 1807
- Pierella
- Pseudohaetera Brown, 1942

### Триба Melanitini
- Aeropetes Billberg, 1820
- Cyllogenes Butler, 1868
- Gnophodes Doubleday, 1849
- Manataria W.F. Kirby, 1902
- Melanitis Fabricius, 1807
- Paralethe van Son, 1955
- Parantirrhoea Wood-Mason, 1881

### Триба Ragadiini
- Acrophtalmia  C. Felder and R. Felder 1861
- Acropolis Hemming, 1934
- Ragadia  Westwood 1851

### Триба Satyrini
Субтриба Coenonymphina
- Сенницы Coenonympha Hübner, 1819
- Lyela Swinhoe, 1908
- Triphysa Zeller, 1850
- Sinonympha Lee, 1974

Субтриба Dirina
- Dingana van Son, 1955
- Dira Hübner, 1819
- Tarsocera Butler, 1899
- Torynesis Butler, 1899

Субтриба Erebiina
- Чернушки Erebia Dalman, 1816 — включает род Atercoloratus

Субтриба Euptychiina
- Amphidecta Butler, 1867
- Archeuptychia Forster, 1964
- Caeruleuptychia Forster, 1964 — включает род Weymerana
- Capronnieria Forster, 1964
- Cepheuptychia Forster, 1964
- Cercyeuptychia Miller & Emmel, 1971
- Chloreuptychia Forster, 1964
- Cissia Doubleday, 1848 — включает род Pareuptychia и Vareuptychia
- Coenoptychia Le Cerf, 1919
- Coeruleotaygetis Forster, 1964
- Cyllopsis Felder, 1869
- Erichthodes Forster, 1964
- Euptychia Hübner, 1818
- Euptychoides Forster, 1964
- Forsterinaria Gray, 1973
- Godartiana Forster, 1964
- Guaianaza Freitas & Peña, 2006
- Harjesia Forster, 1964
- Hermeuptychia Forster, 1964
- Magneuptychia Forster, 1964
- Megeuptychia Forster, 1964
- Megisto Hübner, [1819]
- Moneuptychia Forster, 1964 — включает род Carminda
- Neonympha Hübner, 1818
- Oressinoma Doubleday, [1849]
- Palaeonympha Butler, 1871
- Paramacera Butler, 1868
- Parataygetis Forster, 1964
- Paryphthimoides Forster, 1964
- Pharneuptychia Forster, 1964
- Pindis Felder, 1869
- Posttaygetis Forster, 1964
- Praefaunula Forster, 1964
- Pseudeuptychia Forster, 1964
- Pseudodebis Forster, 1964
- Rareuptychia Forster, 1964
- Satyrotaygetis Forster, 1964
- Scriptor Nakahara & Espeland, 2020[12]
- Splendeuptychia Forster, 1964
- Taydebis Freitas, 2003
- Taygetina Forster, 1964
- Taygetis Hübner, [1819] Taygetis mermeria excavata
- Taygetomorpha Miller, 2004
- Yphthimoides Forster, 1964

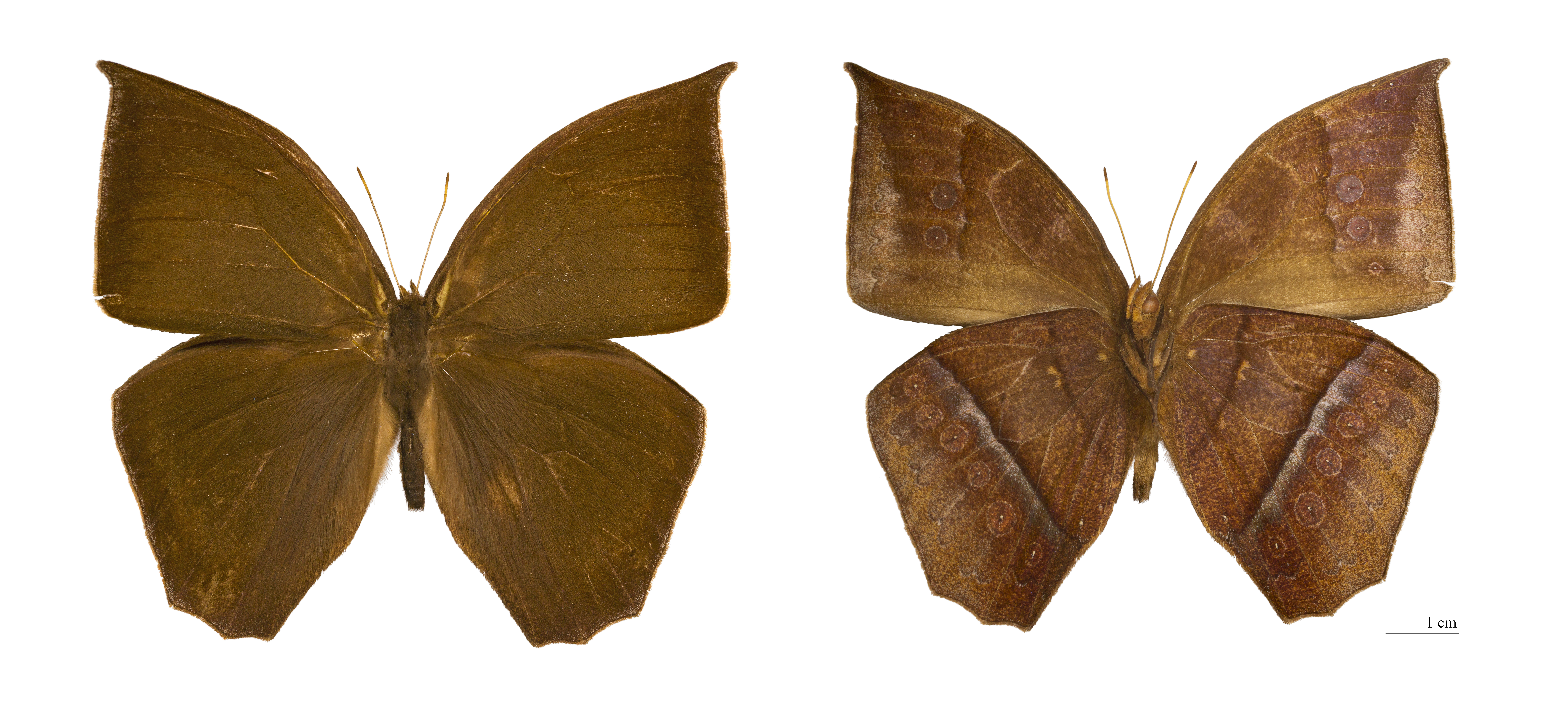
Taygetis mermeria excavata

  - Yphthimoides ordinaria Freitas, Kaminski & Mielke, 2012
- Zischkaia Forster, 1964

Субтриба Hypocystina
- Argynnina Butler, 1867
- Argyronympha Mathew, 1886
- Argyrophenga
- Dodonidia
- Erebiola
- Erycinidia Rothschild & Jordan, 1905 — включает род Pieridopsis
- Geitoneura Butler, 1867
- Harsiesis
- Heteronympha Wallengren, 1858 — включает род Hipparchioides
- Hyalodia Jordan, 1924
- Hypocysta Westwood, 1851
- Lamprolenis Godman & Salvin, 1881
- Nesoxenica Waterhouse & Lyell, 1914 — включает род Xeniconympha
- Oreixenica Waterhouse & Lyell, 1914
- Paratisiphone Watkins, 1928
- Percnodaimon
- Platypthima Rothschild & Jordan, 1905 — включает род Altiapa
- Tisiphone Hübner, 1819 — включает род Xenica
- Zipaetis Hewitson, 1863

Субтриба Maniolina
- Aphantopus Wallengren, 1853
- Cercyonis Scudder, 1875
- Hyponephele Muschamp, 1915
- Maniola Schrank, 1801
- Proterebia Roos & Arnschied, 1980
- Pyronia Hübner, 1819

Субтриба Melanargiina
- Пестроглазки, или Клетчатые бархатницы Melanargia Meigen, 1828

Субтриба Pronophilina
- Altopedaliodes Forster, 1964
- Apexacuta Pyrcz, 2004
- Argyrophorus Blanchard, 1852
- Arhuaco Adams & Bernard, 1977
- Auca
- Calisto
- Catargynnis Röber, 1892
- Cheimas Thieme, 1907
- Chillanella Herrera, 1966
- Corades Doubleday, [1849]
- Cosmosatyrus C. & R. Felder, 1867
- Daedalma Hewitson, 1858
- Dangond Adams & Bernard, 1979
- Diaphanos Adams & Bernard, 1981
- Drucina Butler, 1872
- Druphila Pyrcz, 2004
- Elina Blanchard, 1852
- Etcheverrius Herrera, 1965
- Eretris Thieme, 1905
- Eteona Doubleday, 1848
- Faunula C. & R. Felder, 1867
- Foetterleia Viloria, 2004
- Gyrocheilus Butler, 1867
- Haywardella Herrera, 1966
- Homoeonympha C. & R. Felder, 1867 — включает род Erebina и Stygnolepis
- Ianussiusa Pyrcz & Viloria 2004
- Idioneurula Strand, 1932
- Junea Hemming, 1964
- Lasiophila C. & R. Felder, 1859
- Lymanopoda Westwood, 1851 — включает род Sabatoga
- Manerebia Staudinger, 1897
- Mygona Thieme, 1907
- Nelia Hayward, 1953
- Neomaenas Wallengren, 1858 — включает род Spinantenna
- Neopedaliodes Viloria, Miller & Miller, 2004
- Neosatyrus Wallengren, 1858
- Oxeoschistus Butler, 1867
- Palmaris Herrera, 1965
- Pampasatyrus Hayward, 1953 — включает род Pseudocercyonis
- Pamperis Heimlich, 1959
- Panyapedaliodes Forster, 1964
- Paramo
- Parapedaliodes Forster, 1964
- Pedaliodes Butler, 1867
- Pherepedaliodes Forster, 1964
- Physcopedaliodes Forster, 1964 — включает род Antopedaliodes и Corderopedaliodes
- Praepedaliodes Forster, 1964
- Praepronophila Forster, 1964
- Proboscis
- Pronophila Doubleday, [1849]
- Protopedaliodes Viloria & Pyrcz, 1994
- Pseudomaniola Röber, 1889
- Punapedaliodes Forster, 1964
- Punargentus Heimlich, 1963
- Quilaphoetosus Herrera, 1966
- Redonda
- Sierrasteroma Adams & Bernard, 1977
- Steremnia Thieme, 1905
- Steroma Westwood, [1850]
- Steromapedaliodes Forster, 1964
- Stuardosatyrus Herrera & Etcheverry, 1965
- Tamania Prycz, 1995
- Tetraphlebia C. & R. Felder, 1867
- Thiemeia Weymer, 1912

Субтриба Satyrina
- Arethusana de Lesse, 1951
- Argestina Riley, 1923
- Aulocera Butler, 1867
- Austroypthima Holloway, 1974
- Berberia
- Boerebia Prout, 1901
- Brintesia Fruhstorfer, 1911
- Callerebia Butler, 1867
- Cassionympha van Son, 1955
- Chazara Moore, 1893
- Coenyra Hewitson, 1865
- Coenyropsis van Son, 1958
- Davidina Oberthür, 1879
- Hipparchia — включает род Parahipparchia
- Kanetisa Moore, 1893
- Karanasa
- Loxerebia Watkins, 1925
- Mashuna van Son, 1955
- Melampias Hübner, 1819
- Minois Hübner, 1819
- Neita van Son, 1955
- Neocoenyra Butler, 1886
- Neomaniola Hayward, 1949
- Neominois Scudder, 1875
- Oeneis Hübner, 1819 (в том числе энеида болотная восточная (oeneis agaskyra Korshunov et Nikolaev, 2002) и энеида Элуэса (Oeneis elwesi Staudinger, 1901))
- Paralasa Moore, 1893
- Paroeneis Moore, 1893
- Physcaeneura Wallengren, 1857
- Pseudochazara de Lesse, 1951
- Pseudonympha Wallengren, 1857
- Сатиры Satyrus
- Strabena Mabille, 1877
- Stygionympha van Son, 1955
- Ypthima Hübner, 1818
- Ypthimomorpha van Son, 1955